# 博埃庫爾

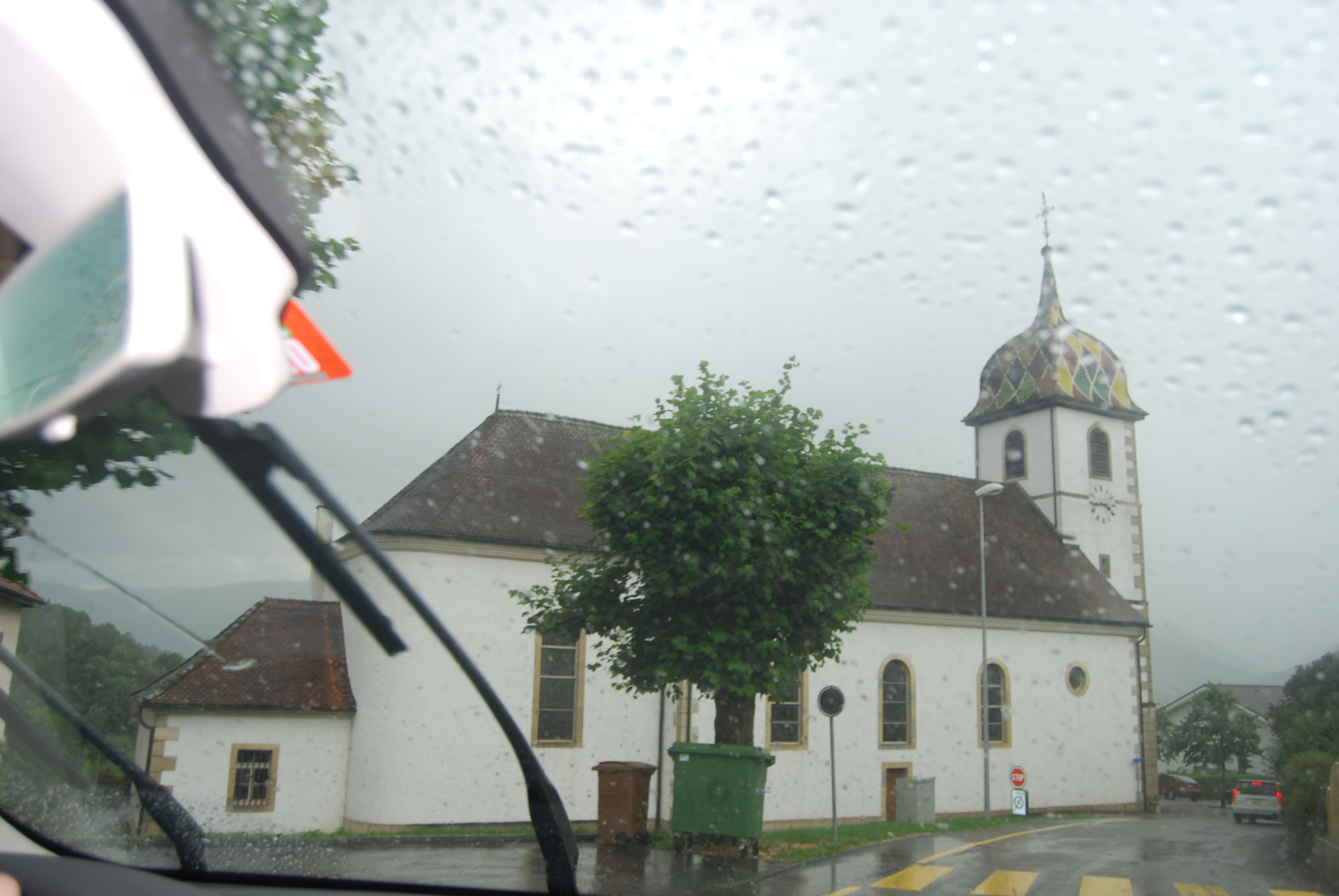

博埃庫爾（Boécourt）是瑞士汝拉州的鎮，位於該國西北部，面積12.35平方公里，海拔高度516米，2011年人口871，八成人口信奉羅馬天主教，人口密度每平方公里71人。